# 原乙未生
原 乙未生（はら とみお、1895年6月12日 - 1990年11月16日）は、日本の陸軍軍人。最終階級は陸軍中将。日本の戦車開発の黎明期に中心的役割を果たし「日本戦車の父」と呼ばれている。

## 経歴
福岡県出身。原亨陸軍大尉の息子として生まれる。熊本陸軍地方幼年学校、中央幼年学校を経て、1915年（大正4年）5月、陸軍士官学校（27期）を優等で卒業。同年12月、砲兵少尉に任官し重砲兵第5連隊付となる。1918年（大正7年）11月、陸軍砲工学校高等科（24期）を優等で卒業し、さらに陸軍派遣学生として東京帝国大学工学部機械工学科で学び、戦車設計をテーマにした卒論で1922年（大正11年）3月に卒業した。
1923年（大正12年）3月、陸軍中尉に昇進。陸軍技術本部付となり、戦車の国産化を強く主張。1925年（大正14年）8月、陸軍大尉に昇進。この大尉時代に試製一号戦車の開発に携わった。開発の際、原乙未生はクラッチ・ブレーキ式操向装置に遊星歯車機構を組み込んだ操向装置を考案、試製一号戦車に搭載した。この遊星歯車式操向装置によって緩旋回と信地旋回、両方の操縦が可能となり、以後開発された日本の戦車の多くに採用されている。
1928年（昭和3年）11月から1930年（昭和5年）12月まで独英に駐在し、戦車や自動車産業に関する技術を学んだ。独英駐在時の1930年（昭和5年）8月、陸軍少佐に昇進。帰国する途上アメリカに短期滞在し各地を視察し、1931年（昭和6年）3月に日本に帰国した。帰国後、技術本部員に発令された。1934年（昭和9年）8月、陸軍中佐に昇進。九四式軽装甲車の開発に携わった際に、シーソー式連動懸架（シーソー式サスペンション）を考案した。この懸架方式は以後に開発された日本の戦車・装甲戦闘車両のデファクトスタンダードとなった。
1935年（昭和10年）10月から翌年3月までドイツに派遣された大島浩陸軍少将率いる軍事視察団に随行し、再軍備の状況を視察した。帰国後、1936年（昭和11年）より後の主力中戦車となる九七式中戦車の開発に携わった。1937年（昭和12年）8月、陸軍大佐に昇進。1939年（昭和14年）3月、砲兵科から歩兵科の大佐に転科、実戦部隊である戦車第8連隊長に就任(昭和14年3月17日 - 昭和15年3月20日)し、八九式中戦車や九七式中戦車を装備した戦車連隊の連隊長として北支方面での戦闘を約一年間指揮した。部下の戦車中隊長には後に戦車指揮官として活躍した島田豊作大尉がいた。
その後、本土に帰還し陸軍技術本部付を経て、1940年（昭和15年）8月、陸軍少将に昇進し技術本部第5部長（戦車・自動車担当）となった。この年、ある技術会誌にて原乙未生は以下のように述べている。
『将来戦に於きましては軍の機械化は絶対に必要でありまして、もし戦車が無い、機械化部隊がなかったならば戦争は相当に苦境に陥ると云うことを考えなければならない。今次の支那事変は相手が支那でありまして、大きな大砲を持たないし、機械化部隊も貧弱である。戦車を持ち出しても直ちに皇軍に鹵獲されてしまう。こういう相手であるからあまり痛切でないのでありますが、ノモンハン事件は甚だ遺憾ながら、相手の機械化装備が相当に優秀であった為に非常な苦境に立ったのであります。将来は是非この機械化が必要であります。』
1940年12月から1941年6月にかけ、山下奉文陸軍中将を団長とする独伊軍事使節団に随行し、ドイツでの新兵器開発状況について視察した。1941年（昭和16年）6月、戦車・自動車の研究開発を担当する第4技術研究所長に就任し、翌年10月に相模陸軍造兵廠長を兼務した。1943年（昭和18年）4月、兵器開発への貢献により陸軍技術有功章を受賞。同年10月、陸軍中将に昇進。1945年（昭和20年）4月、軍需官・中国軍需監理部次長に発令され、中国軍需監理部長として終戦を迎え、同年8月に復員した。1947年（昭和22年）11月28日、公職追放仮指定を受けた。
1953年（昭和28年）、日本兵器工業会常任理事に就任し、1955年（昭和30年）9月24日、防衛庁顧問に就任している。

## 栄典
- 1940年（昭和15年）11月10日 - 紀元二千六百年祝典記念章[8]

## 家族親族
- 娘婿 伊藤潔（陸軍少佐）

## 著作
- 『機械化兵器開発史』（非売品、1982年）
- 『呂城外遊回想記』（非売品、1982年）
- 『日本の戦車 上巻』（著者は竹内昭、原は監修。出版協同社、1961年）
- 『日本の戦車 下巻』（竹内昭・栄森伝治と共著。出版協同社、1961年）
- 『AFV Weapons Profile No. 49: Japanese Medium Tanks』（Profile Publications Ltd.、1972年）
- 『AFV Weapons Profile No. 54: Japanese Combat Cars, Light Tanks and Tankettes』（Profile Publications Ltd.、1973年）
  - AFV Weapons Profileは英字本。原は「Lieutenant-General Tomio Hara,Imperial Japanese Army Retd.(原乙未生 大日本帝國陸軍退役中将)」の肩書で記載されている。

## 関連文献
- 土門周平『戦車と将軍 陸軍兵器テクノロジーの中枢』（光人社、1996年） ISBN 4-7698-0762-7
- 土門周平『日本戦車開発物語 陸軍兵器テクノロジーの戦い』（光人社NF文庫、2003年） ISBN 4-7698-2391-6 上著の文庫本
- 「原乙未生追悼集」伊藤潔 他, 1993年
- 陸軍省「秘密特許の件（車両用懸架装置）」 アジア歴史資料センター、レファレンスコード C01004218600
- 原乙未生「機械化兵器と燃料」『燃料協会誌』第19巻第9号、日本エネルギー学会、1940年、790-797頁、doi:10.3775/jie.19.790、ISSN 0369-3775、NAID 130003823341。